# 大阪市中央公会堂

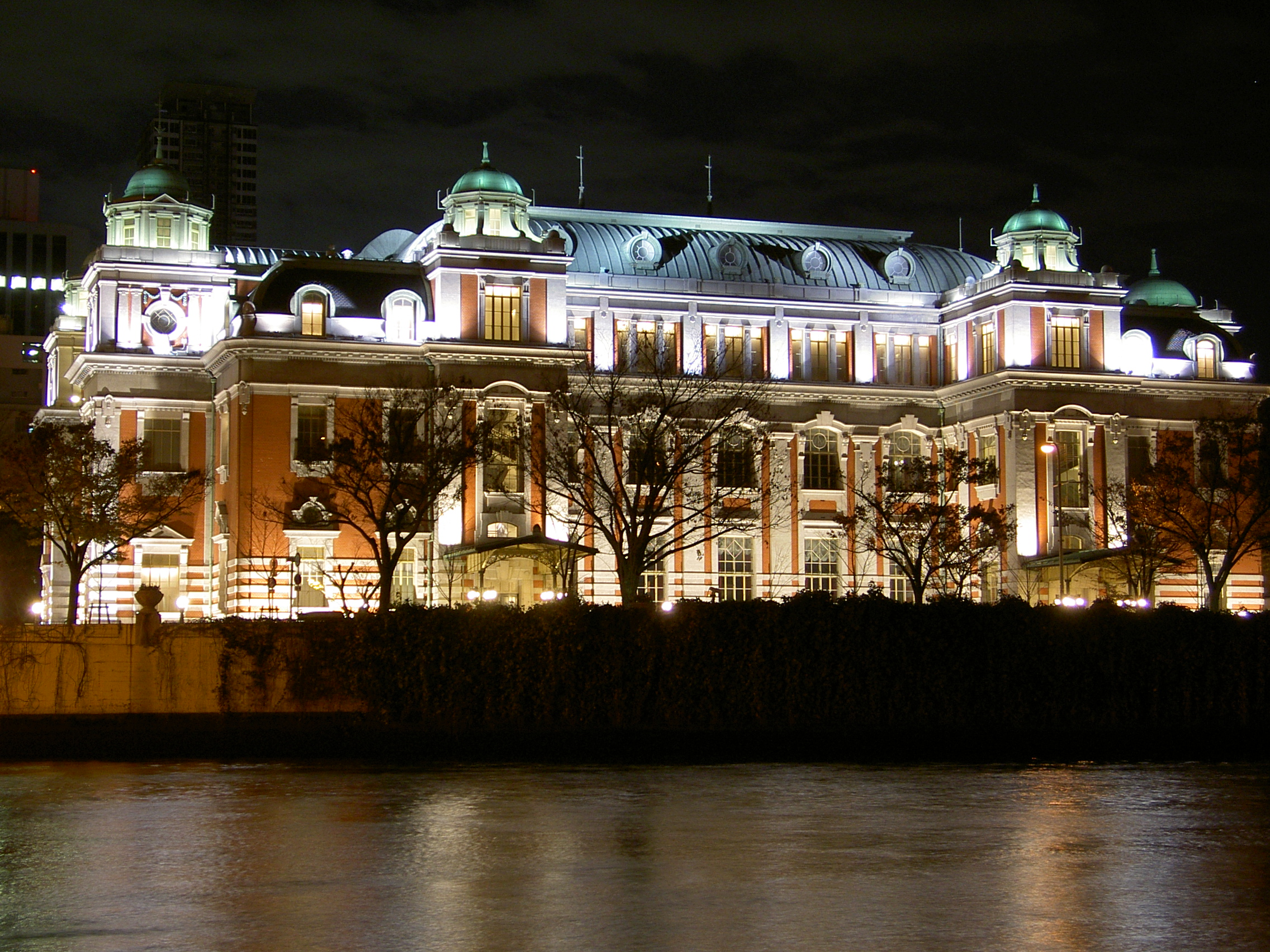
堂島川側のライトアップ

大阪市中央公会堂（おおさかしちゅうおうこうかいどう）は、大阪市北区中之島にある集会施設。国の重要文化財。
2025年4月1日より、指定管理者として大阪市からの委託により、株式会社ジェイコムウエスト、株式会社Andecoおよび株式会社総合管理による共同事業体「ジェイコムウエスト」が運営を行っている。

## 概要
大阪市中央公会堂（通称：中之島公会堂）は、1911年（明治44年）、株式仲買人である岩本栄之助が公会堂建設費として当時の100万円（父親の遺産50万円に自分の手持ち財産を加えたもの。現在の価値で数十億円）を寄付したことにより、1911年8月に財団法人公会堂建設事務所が設立され、建設計画が始まった。
「北浜の風雲児」と呼ばれていた株式仲買人・相場師の岩本栄之助は渋沢栄一が団長となった1909年（明治42年）の渡米実業団に参加し、アメリカ大都市の公共施設の立派さやアメリカの富豪たちによる慈善事業・寄付の習慣に強い感銘を受けた。帰国後、岩本栄之助は父の遺産と自分の私財を併せた100万円を地元の公共施設建設に寄付することを決めた。当時、大阪の中之島は、蔵屋敷の廃止後、町が衰退しその後の町の将来ビジョンをどうすべきか検討中であったので、岩本の寄付金はその町の中心シンボルとして「中央公会堂」の建設に使われることに決まった。なお、「中央公会堂」の所在地は浜田藩の蔵屋敷跡になる。
設計デザインは、「懸賞付き建築設計競技」（最終的に13名が参加）により、当時29歳だった岡田信一郎のデザイン案が1位に選ばれ、その岡田のデザイン原案に基づいて、辰野金吾・片岡安が実施設計を行った。辰野金吾は東京駅の建築家でも知られる。
1913年（大正2年）6月に着工、1918年（大正7年）11月17日に中央公会堂は完成し、オープンする。
一方、株式仲買人の岩本栄之助は第一次大戦による株式相場の大変動で大きな損失を出す。周囲の人々は、大阪市に寄付した100万円を少しでも返してもらうように勧めるが、栄之助は「一度寄付したものを返せというのは大阪商人の恥」としてこれを拒否。1916年（大正5年）10月、中央公会堂の完成を見ないままピストルで自殺した。（享年39歳）
ロシア歌劇団の公演、アルベルト・アインシュタインをはじめ、ヘレン・ケラーやガガーリンなどの歴史的人物の講演にも使用された。
また、災害後の慰霊祭の式場としても使用されたことがある。
大阪市中央公会堂の建物は鉄骨煉瓦造地上3階・地下1階建ての構造となっている。意匠はネオ・ルネッサンス様式を基調としつつ、バロック的な壮大さを持ち、細部にはセセッションを取り入れており、アーチ状の屋根と、松岡壽によって「天地開闢」が描かれた特別室の天井画・壁画が特徴となっている。
大阪市中央公会堂は日本有数の公会堂建築であり、外観、内装ともに意匠の完成度が高く、日本の近代建築史上重要なものとして2002年（平成14年）12月26日、国の重要文化財に指定された。
その後、大阪市中央公会堂は建物の老朽化が進んだため、1999年（平成11年）3月から2002年（平成14年）9月末まで保存・再生工事が行われる。
2002年（平成14年）11月、新たにリニューアルオープンした大阪市中央公会堂は耐震補強、免震レトロフィットやバリアフリー化がなされ、ライトアップもされるようになった。リニューアルの際に取り除かれた当初の意匠についても、一部は保存・活用されており、内装の一部に旧館の遺構をはめ窓のようにして見せるなどしている。また、周辺道路と敷地を隔てる境界にも、遺構が利用されている。
2006年からは、大阪フィルハーモニー交響楽団の音楽監督大植英次がプロデュースする同交響楽団を中心とした音楽祭「大阪クラシック」の有料コンサートの会場として、毎年ホール（大集会室）と中集会室が提供されている。2010年5月1日に100年ブランドを目指して、公式ホームページが開設された。
2018年11月、大阪市中央公会堂は100周年を迎えた。

## 年表
- 1911年 岩本栄之助氏、公会堂建設資金百万円(当時)を大阪市に寄付。
- 8月- 財団法人公会堂建設事務所が設立
- 1913年6月 - 着工
- 1918年11月 - 竣工
- 1932年11月14日 - 秩父宮雍仁親王、閑院宮載仁親王、賀陽宮恒憲王、梨本宮守正王、春仁王が御成[5]。
- 1935年4月21日 - 満洲国皇帝の来日奉迎午餐会。康徳帝（愛新覚羅溥儀）が親臨、東久邇宮稔彦王が御成[6]。
- 1999年3月 - リニューアル工事着工
- 2002年
  - 11月 - リニューアル工事竣工
  - 12月 - 国の重要文化財に指定
- 2018年11月 - 大阪市中央公会堂が100周年

## 建物概要

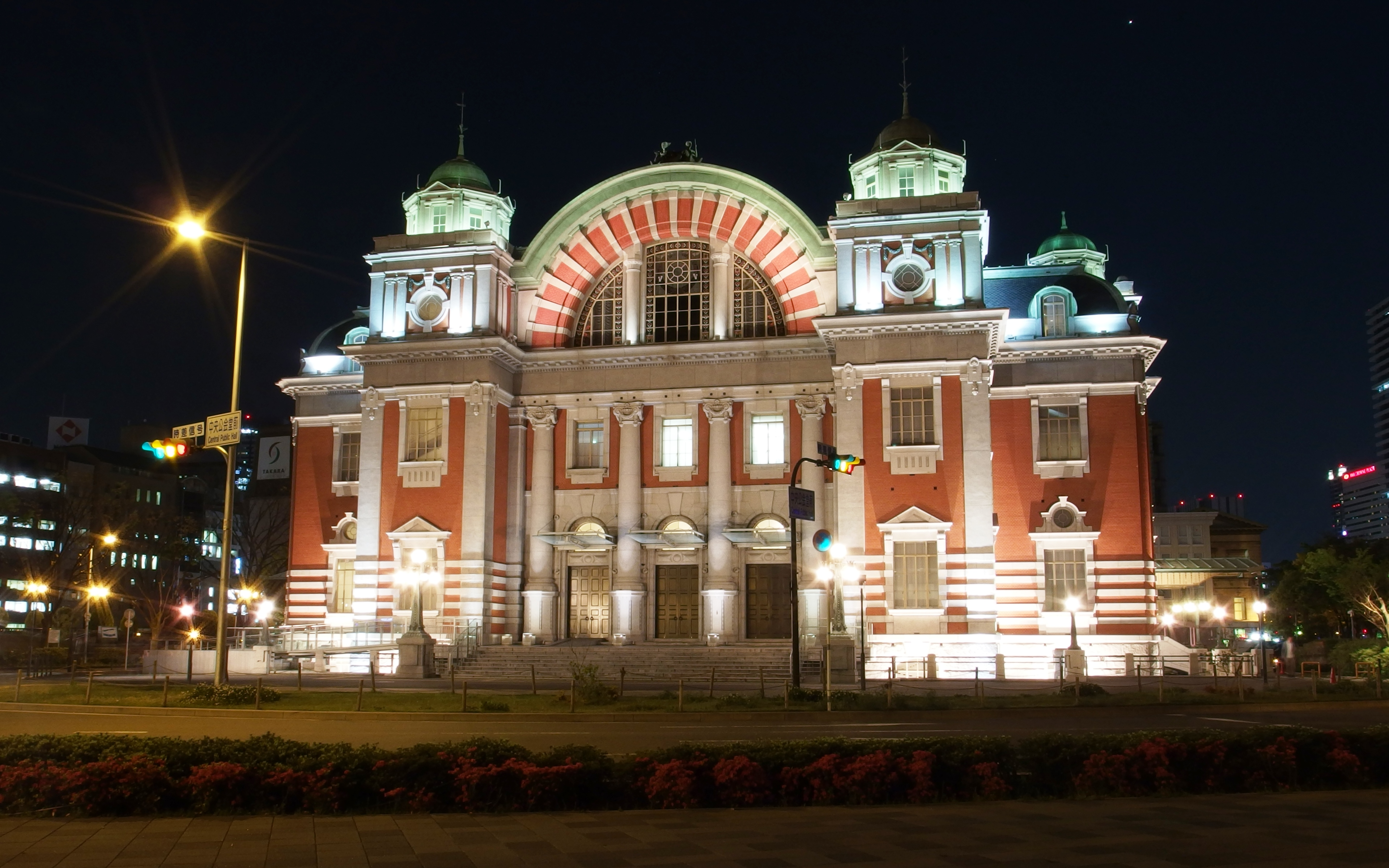
正面のライトアップ

- 敷地面積：5,641.81m2
- 建築面積：2,330.35m2（既存部2,164.17m2 + 増築部166.18m2）
- 延床面積：9,886.56m2（既存部8,425.04m2 + 増築部1,461.52m2）
- 規模：地上3階、地下1階
- 構造：既存部：鉄骨煉瓦造 + 増築部：RC造
- 設計原案：岡田信一郎
- 設計：公会堂建設事務所
- 建築顧問：辰野金吾
- 工事監督：片岡安
- 竣工：1918年
- 再生工事竣工：2002年
- 所在地：〒530-0005 大阪府大阪市北区中之島1丁目1番27号

## 評価
- 赤煉瓦ネットワーク（東京大学生産技術研究所教授・藤森照信氏ら監修）による「20世紀 日本赤煉瓦建築番付」にて、広島県にある江田島旧海軍兵学校生徒館、福岡県にある今村天主堂と共に、西の横綱に選ばれている（東の横綱は、東京駅や富岡製糸場など）。
- 横浜開港資料館日本赤煉瓦建築番付でも、京都国立博物館と共に、西の横綱に選ばれている。

## 交通アクセス
- なにわ橋駅（京阪中之島線）当施設の直下にある。
- 大江橋駅（京阪中之島線）徒歩6分
- 北浜駅（Osaka Metro堺筋線・京阪本線）徒歩4分
- 淀屋橋駅（京阪本線・Osaka Metro御堂筋線）徒歩5分

## 内部
正面は1階、側面は地階に入り口があり、コンサートなど大きな行事があるとき以外は、側面入り口を利用するようになっている。
- 地階：レストラン、展示室、ショップ
- 1-2階：ホール（大集会室）
- 3階：中・小集会室、特別室

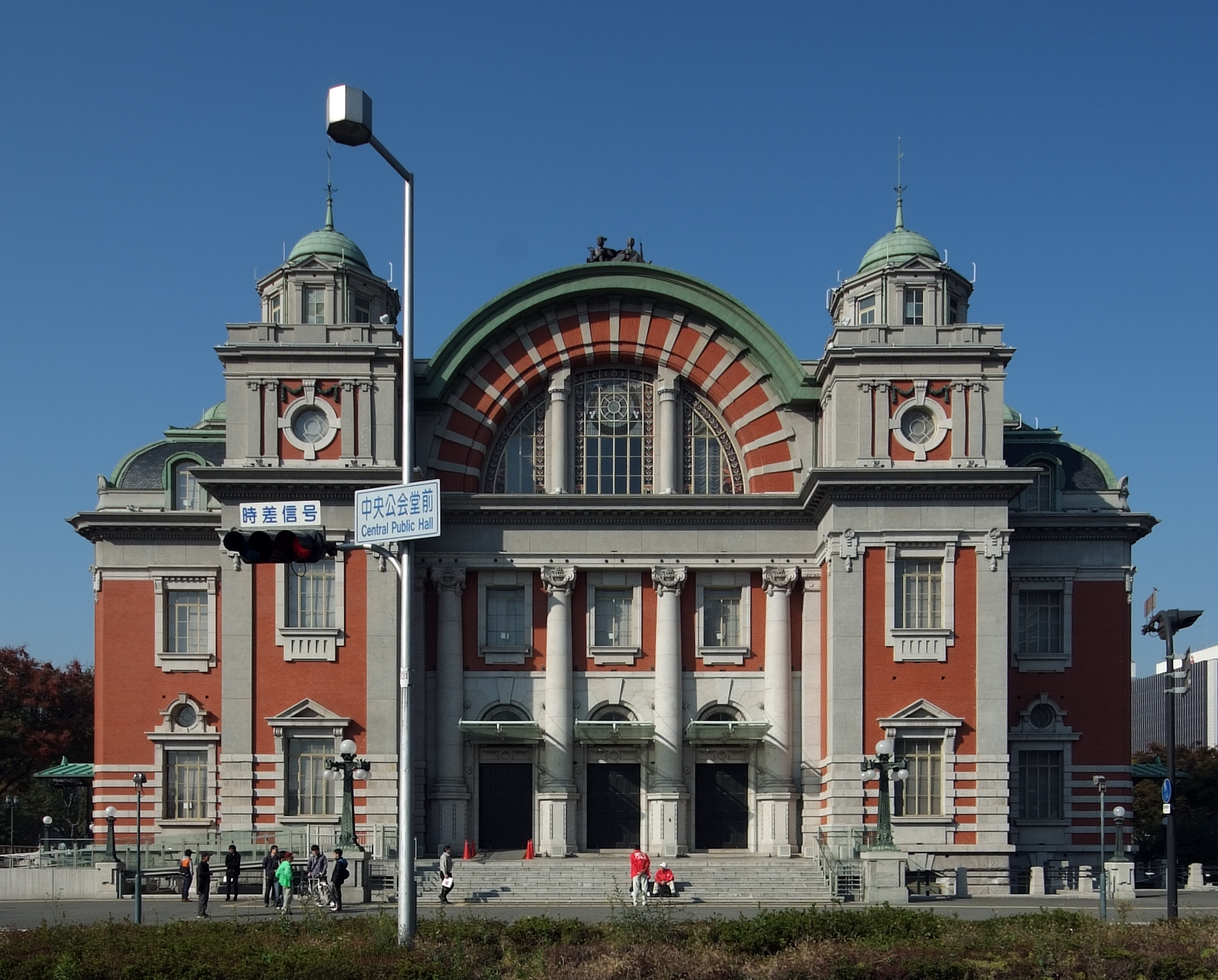
正面から
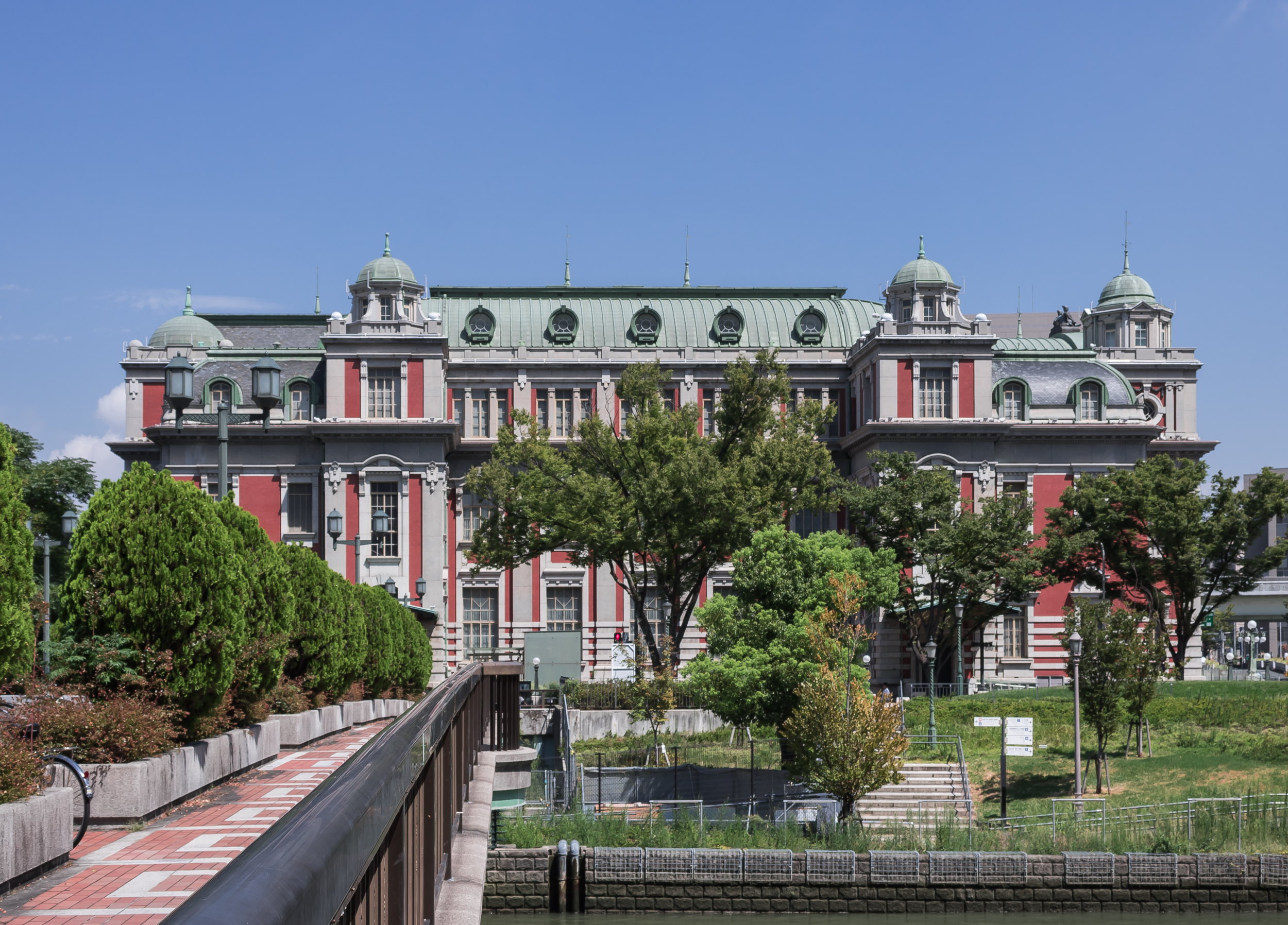
堂島川側から
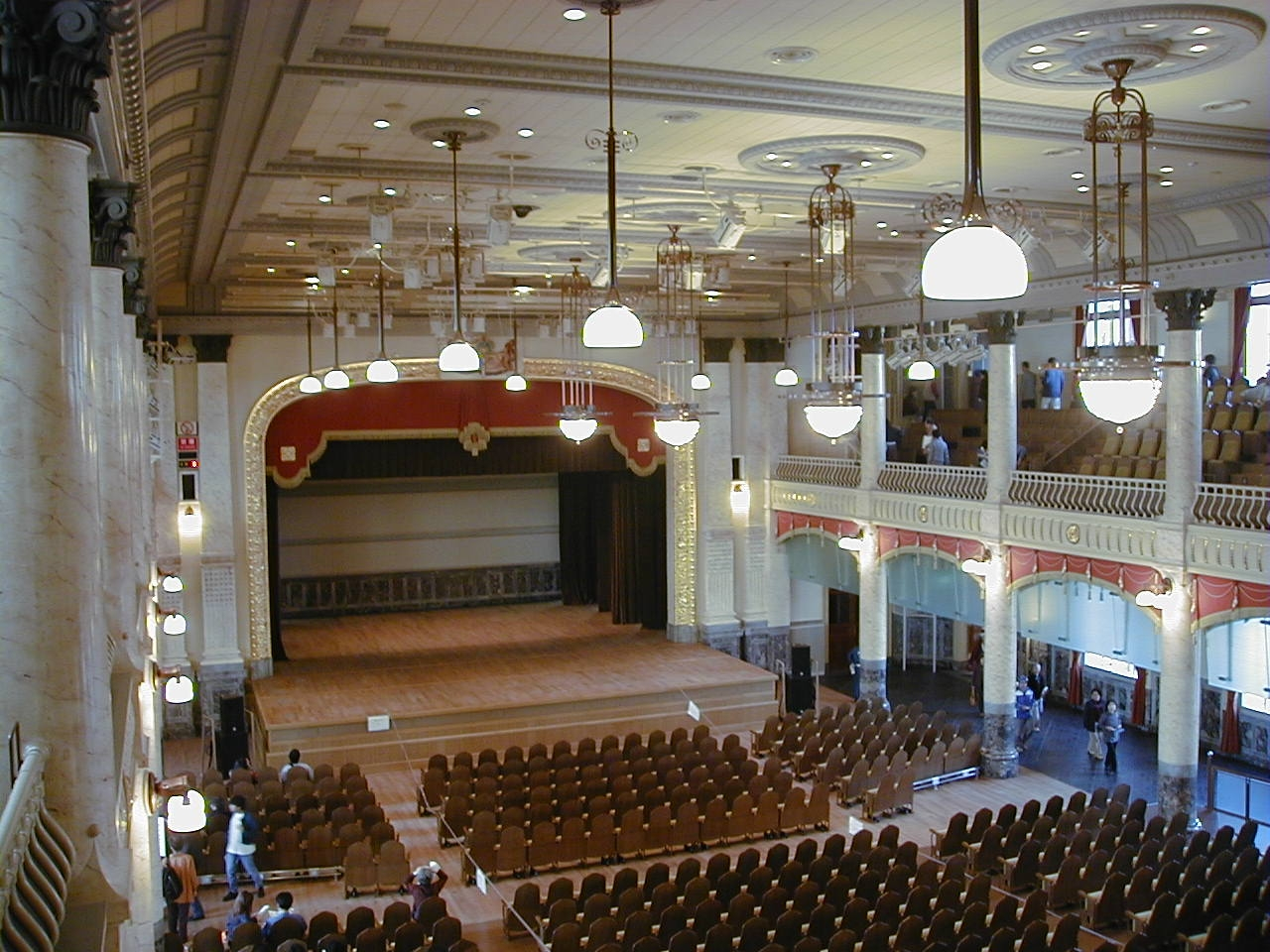
ホール（1-2階）
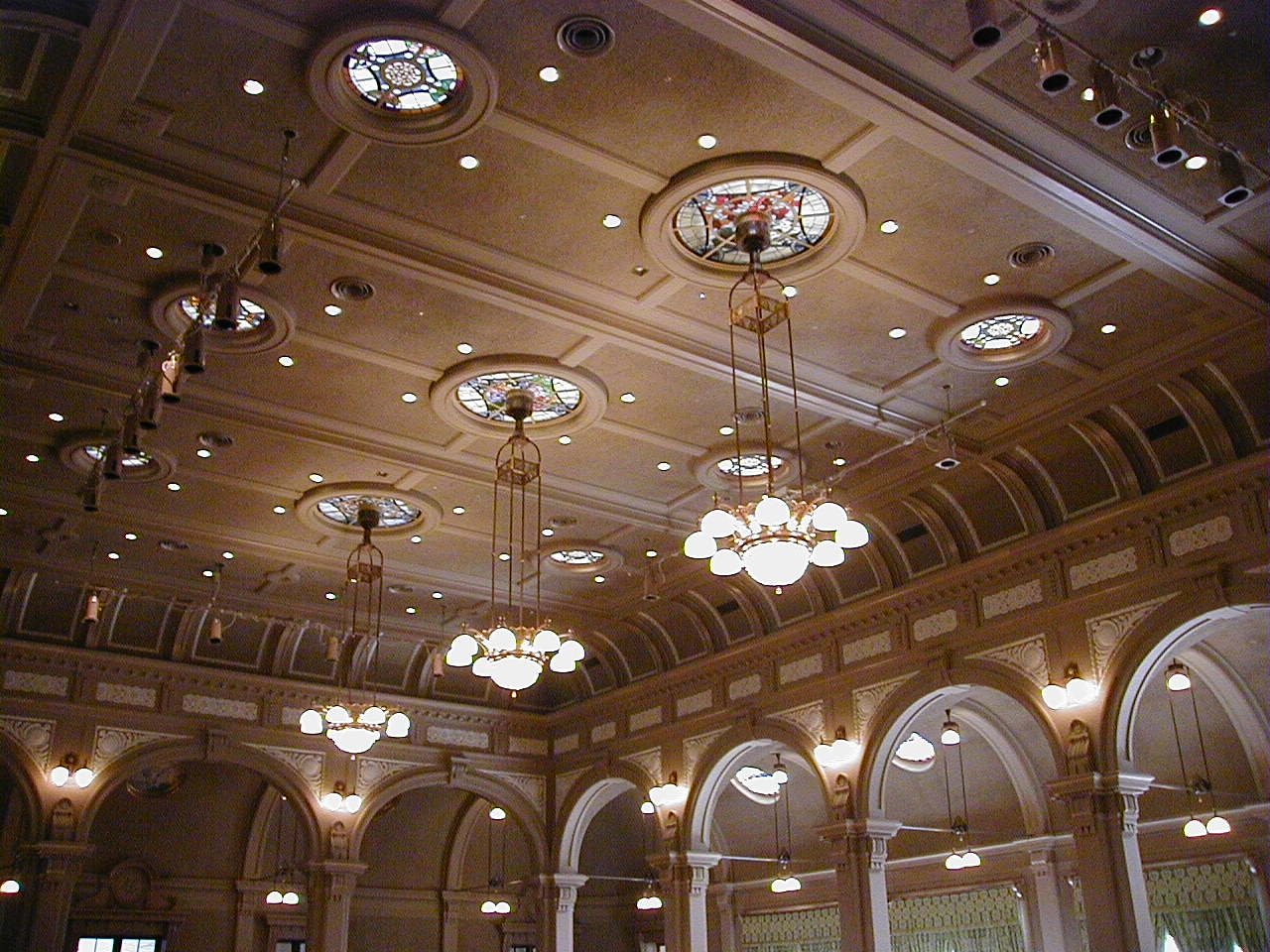
中集会室（3階）
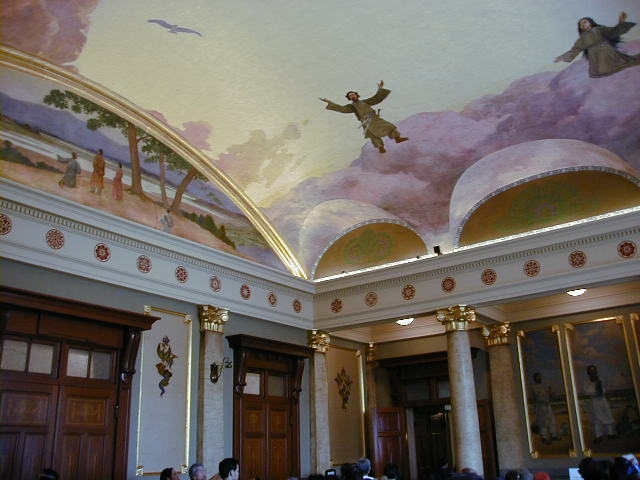
特別室（3階）
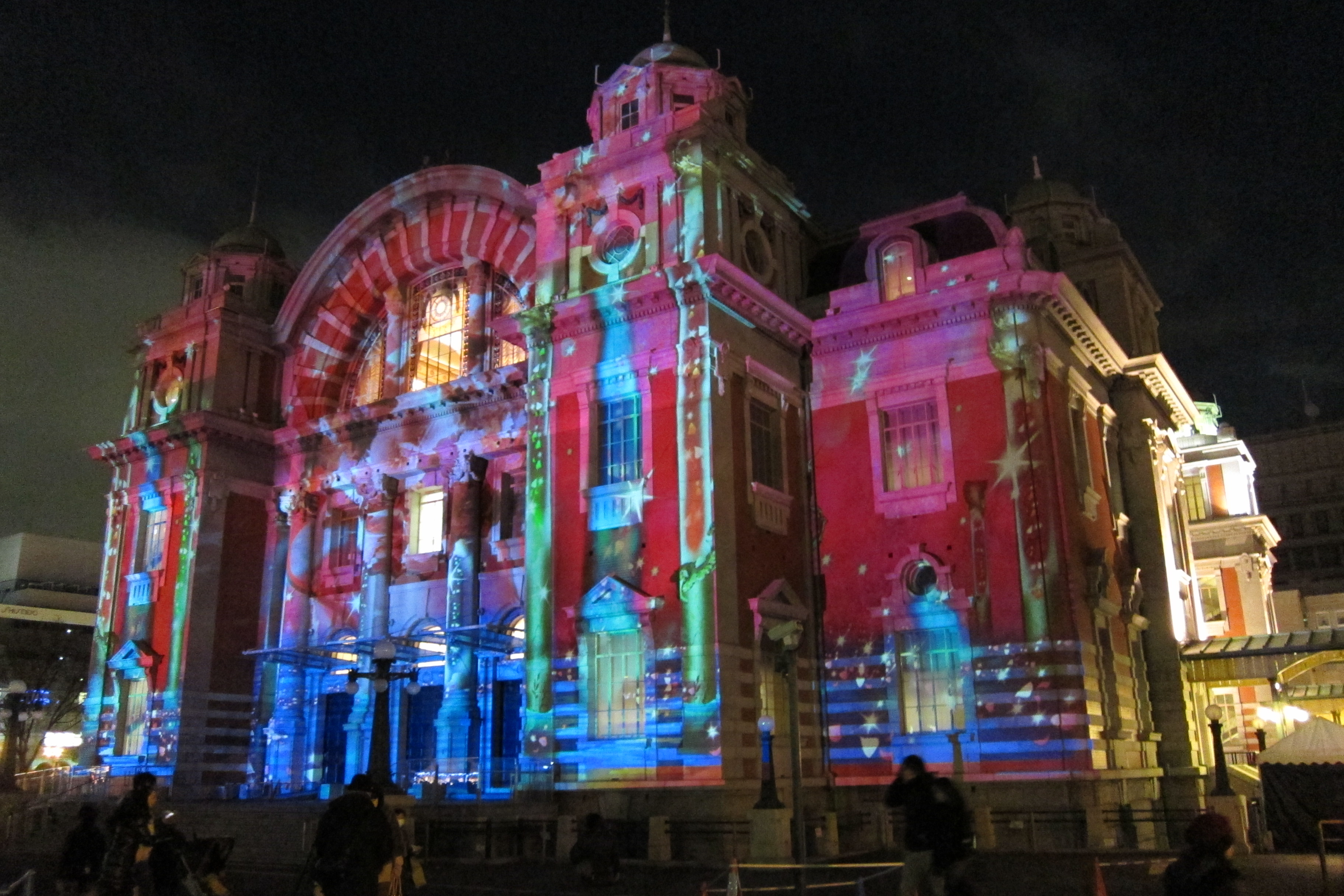
OSAKA光のルネサンスでのライトアップ

## 周辺施設
- 大阪市役所
- 日本銀行大阪支店
- 大阪府立中之島図書館
- 大阪市立東洋陶磁美術館
- 中之島公園